# جريدة النصر (جريدة سورية)
جريدة النصر، صحيفة يومية سورية صدر عددها الأول في 5 تشرين الأول 1943 والأخير في 8 آذار 1963. احتفالاً بقرب الإنتصار الحلفاء على النازية في الحرب العالمية الثانية، صدرت جريدة النصر بدمشق يوم 5 تشرين الأول 1943 وكان صاحبها مديرها المسؤول الصحفي وديع صيداوي. تم تعطيلها عام 1949 في عهد حسني الزعيم العسكري وفي سنة 1953 دمجت مع جريدة الأخبار بأمر من العقيد أديب الشيشكلي. عُطلت مجدداً في زمن الوحدة مع مصر بسبب موقفها من الرئيس جمال عبد الناصر وتم إلغاء ترخيصها بشكل نهائي في 8 آذار عام 1963، بأمر من مجلس قيادة الثورة التابع لحزب البعث العربي الإشتراكي.